# Fritiof Lundgren
Gustaf Fritiof Lundgren (i riksdagen kallad Lundgren i Björna till 1915, från 1916 Lundgren i Nora), född 22 april 1871 i Vaxholm, död 6 april 1934 i Nora, var en svensk kyrkoherde och riksdagsledamot (liberal).
Fritiof Lundgren, som var son till en urmakare, prästvigdes 1898 och tjänstgjorde därefter i olika församlingar på Gotland samt i Västernorrlands län och Jämtland. Han var kyrkoherde i Björna församling 1911–1915 samt i Nora och Skog från 1916 till sin död. I Nora kommun var han även kommunalfullmäktiges ordförande.
Han var aktiv i fredsrörelsen, bland annat som ledamot i centralstyrelsen för Svenska freds- och skiljedomsföreningen 1918 och 1928–1934 samt som ordförande för Svenska världsfredsmissionen 1919–1922. 
Fritiof Lundgren var riksdagsledamot i andra kammaren för Ångermanlands norra valkrets 1912–1917 och tillhörde Frisinnade landsföreningens riksdagsgrupp Liberala samlingspartiet, förutom under 1915 då han betecknade sig som vilde. I riksdagen var han bland annat ordförande i andra kammarens andra tillfälliga utskott 1912. Han engagerade sig bland annat i kyrkliga frågor samt fastighetslagstiftning.